# Turbomeca Arriel
L’Arriel est un turbomoteur, conçu et développé dans les années 1970 par le motoriste français Turbomeca (désormais Safran Helicopter Engines), pour équiper notamment les hélicoptères. Son nom, comme celui de la plupart des moteurs de Turbomeca, vient du nom d'un sommet pyrénéen. Le succès remporté par ce moteur est considérable : en 2014, 11 000 Arriel ont été fabriqués par Turbomeca, totalisant 40 millions d'heures de vol chez plus de 1 300 clients dans 110 pays. En 2023, c'est 15 000 unités produites pour 60 millions d'heures de vol.

## Création
Le moteur a été dessiné par Gottlieb Sporer. Il effectue son premier banc d'essai en septembre 1973 avec une puissance de 600 ch. Son premier vol est réalisé le 7 décembre 1974, au centre d'essais en vol de Turbomeca à l'aéroport de Pau, à bord d'une Gazelle. Il est ensuite certifié en juin 1977 dans deux variantes, l’Arriel 1A et 1B, destinées respectivement aux hélicoptères Dauphin et Écureuil. Turbomeca a célébré, le 7 décembre 2014, le 40e anniversaire du premier vol.

## Caractéristiques
Depuis son lancement en 1977, l'Arriel a été développé en 28 versions, que Turbomeca sépare en deux familles : l’Arriel 1 et l’Arriel 2, dont la puissance au décollage varie de 700 à 950 ch. Près de 11 500 exemplaires ont été vendus en 2014. Selon Turbomeca, toutes les 15 secondes, un hélicoptère équipé d'un moteur Arriel décolle quelque part dans le monde.
Ces turbomoteurs, de conception simple, ne contiennent que 5 modules principaux. Ils sont dits « à turbine libre », ce qui signifie que les turbines génératrices de puissance ne sont pas reliées à l'axe de rotation des différents étages du moteur. Leur rotation n'est entretenue que par le seul passage des gaz chauds dans leurs pales, contrairement aux turbines dites « liées » qui, elles, sont en prise directe sur l'axe de rotation du turbomoteur. L’Arriel contient deux étages de turbine libre, et un étage lié, dont le but n'est que d'entraîner les étages de compresseur afin de faire fonctionner le moteur. La turbine libre est reliée à un train d'engrenages réducteurs, abaissant la vitesse de rotation de l'arbre à environ 6 000 tr/min, afin de rendre ce mouvement exploitable par les hélicoptères.
Les étages de compresseurs, au nombre de deux sont de deux types différents, une particularité typique des turbomachines Turbomeca : Le premier étage est axial, ressemblant au premier étage de compresseur de moteurs classiques, tandis que le deuxième est centrifuge. Cette solution technique permet de coupler les avantages des deux formules et d'obtenir un compromis idéal entre puissance (compresseur axial) et compacité (compresseur centrifuge).
La chambre de combustion est de type annulaire, avec des injecteurs centrifuges, installés dans des buses rotatives intégrées à l'axe de rotation du moteur. Ils diffusent du carburant Jet A1. Ces injecteurs centrifuges sont également une spécialité de Turbomeca, qui a déposé un brevet à leur sujet, et permettent une bonne répartition du carburant, tout en conservant une pression relativement faible.
Avec une masse de 109 kg, l’Arriel 1 développe une puissance de 520 kW (700 ch).

## Tolérance aux puissances excessives
Lorsqu'ils sont installés sur des hélicoptères bimoteurs, ces turbomoteurs peuvent accepter de fonctionner une courte période de temps en « surcharge », afin de pallier une éventuelle défaillance de l'un des deux moteurs.
Cette plage de fonctionnement est désignée « One Engine Inoperative » (OEI), et si elle est réalisée en respectant les niveaux de puissance admis par le constructeur, et selon une durée précise, le moteur ne nécessitera aucune maintenance particulière à l'issue de l'opération. Ces temps de fonctionnement sont désignés « OEI 30 s », « OEI 2 min » et « OEI continuous ». Plus la durée est longue, moins la surpuissance acceptée par le moteur est importante. Cette puissance OEI est généralement assez supérieure à la puissance maxi au décollage du moteur.
Exemple de l'Arriel 2C
- Puissance maxi au décollage : 626 kW (839 ch)
- Puissance maxi en continu : 581 kW (779 ch)

- OEI 30 s : 718 kW (962 ch)
- OEI 2 min : 646 kW (866 ch)
- OEI continuous : 622 kW (834 ch)

## Versions
(liste non exhaustive)
Arriel 1D1Le potentiel entre révisions générales (Time Between Overhaul) est de 3 600 heures. Masse : 125 kg. Puissance maxi au décollage : 546 kW (732 ch), Puissance maxi en continu : 466 kW (625 ch).
Arriel 1E2Le potentiel entre révisions générales (Time Between Overhaul) est de 3 600 heures. Puissance maxi au décollage : 528 kW (708 ch), Puissance maxi en continu : 516 kW (692 ch).
Arriel 1S1Le potentiel entre révisions générales (Time Between Overhaul) est de 3 600 heures. Longueur : 1 539 mm. Puissance maxi au décollage : 541 kW (725 ch), Puissance maxi en continu : 541 kW (725 ch). Vitesse de l'arbre de sortie : 6 409 tr/min.
Arriel 2B et 2B1Le potentiel entre révisions générales (Time Between Overhaul) est de 3 500 heures. Puissance maxi au décollage : 632 kW (848 ch), Puissance maxi en continu : 544 kW (730 ch).
Arriel 2CLe potentiel entre révisions générales (Time Between Overhaul) est de 3 500 heures. Puissance maxi au décollage : 626 kW (839 ch), Puissance maxi en continu : 581 kW (779 ch).
Arriel 2C2Nouveau compresseur axial et nouveau diffuseur axial. Puissance en augmentation de 12 % par-rapport à la version 2C1. Longueur : 1 015 mm. Puissance maxi au décollage : 704 kW (944 ch), Puissance maxi en continu : 636 kW (853 ch). Il dispose de la capacité à soutenir sa puissance de décollage pendant 30 minutes, pour répondre aux besoins des garde-côtes américains. Vitesse de l'arbre de sortie : 6 000 tr/min.
Arriel 2DNouveau compresseur axial et nouveau matériau de pales. Il dispose d'un enregistreur de données, facilitant la maintenance, et voit ses consommations réduites. Le potentiel entre révisions générales (Time Between Overhaul) est désormais de 5 000 heures. Puissance maxi au décollage : 710 kW (952 ch), Puissance maxi en continu : 638 kW (852 ch) (sur EC.130 T2). Il accepte également une durée de fonctionnement de 30 minutes à sa puissance de décollage.
Arriel 2ELe potentiel entre révisions générales (Time Between'Overhaul) est de 4 000  à   6 000 heures. Puissance maxi au décollage : 667 kW (894 ch), Puissance maxi en continu : 575 kW (771 ch). Il accepte également une durée de fonctionnement de 30 minutes à sa puissance de décollage.
Arriel 2S1Potentiel entre révisions générales : 3 500 heures. Longueur : 1 015 mm. Puissance maxi au décollage : 638 kW (856 ch), Puissance maxi en continu : 587 kW (787 ch). Il dispose de la capacité à soutenir sa puissance de décollage pendant 30 minutes. Vitesse de l'arbre de sortie : 6 400 tr/min.
Arriel 2S2Puissance 6 % supérieure à celle de la version 2S1. Potentiel entre révisions générales : 3 500 heures. Longueur : 1 015 mm. Puissance maxi au décollage : 688 kW (923 ch), Puissance maxi en continu : 629 kW (833 ch). Il dispose de la capacité à soutenir sa puissance de décollage pendant 30 minutes. Vitesse de l'arbre de sortie : 6 400 tr/min. Sa puissance « OEI » 30 s est de 770 kW (1 033 ch).

## Applications
/  Aérospatiale HH-65 Dolphin
- HH-65C : Arriel 2C2

 AVIC AC-311 et AC-312
- Harbin WZ-19 : WZ-8C

Les hélicoptères AVIC AC-311 et AVIC AC-312 sont dérivés du Harbin Z9, donc probablement équipés de turbomoteurs Arriel.
 Agusta A109
- A.109E Power / AW109 Power : Arriel 2K1
- A.109K : Arriel 1K
- A.109K2 : Arriel 1K1

 Eurocopter SA365 Dauphin
- SA.365C Dauphin 2 : Arriel 1A
- SA.365C1 Dauphin 2 : Arriel 1A1
- SA.365C2 Dauphin 2 : Arriel 1A2
- SA.365C3 Dauphin 2 : Arriel 1C
- SA.365N Dauphin 2 : Arriel 1C
- SA.365N1 Dauphin 2 : Arriel 1C1
- SA.365N2 Dauphin 2 : Arriel 1C2
- SA.365N3 Dauphin 2 : Arriel 2C
- SA.365F Dauphin 2 : Arriel 1M
- SA.365F-1 Dauphin 2 : Arriel 1M, puis 1MN
- SA.365F Dauphin 2 : Arriel 1M

 Eurocopter AS565 Panther
- AS.565K : Arriel 1M1
- AS.565SA : Arriel 1MN1

 Eurocopter AS-350 Écureuil
- AS-350 B : Arriel 1B
- AS-350 BA : Arriel 1B
- AS-350 B1 : Arriel 1D
- AS-350 B2 : Arriel 1D1
- AS-350 B3 : Arriel 2B
- AS-350 B3+ : Arriel 2B1
- AS-350 B3E : Arriel 2D
- AS-350 L : Arriel 1D
- AS-350 L1 : Arriel 1D

 Eurocopter EC130
- EC130 B4 : Arriel 2B1
- EC130 T2 : Arriel 2D

 Eurocopter EC155
- EC155 B : Arriel 2C1
- EC155 B1 : Arriel 2C2

 Harbin Z9/H425
- Harbin Z-9C : Arriel 1, puis sa version chinoise WZ8, remplacée par l’Arriel 2C.

 /  MBB-Kawasaki BK 117 (Eurocopter EC145)
- BK 117 C1 : Arriel 1E
- BK 117 C2 (rebaptisé EC145) : Arriel 1E2
- EC145 T2 : Arriel 2E

 Robinson R88
- R88 : Arriel 2W

 Sikorsky S-76
- S-76A+ : Arriel 1S
- S-76A++ : Arriel 1S1
- S-76C : Arriel 1S1
- S-76 C+ : Arriel 2S1
- S-76 C++ : Arriel 2S2